# Marwan Rashed
Pour les articles homonymes, voir Rashed.
Marwan Rashed, né le 26 juin 1971 à Paris, est un philologue et historien de la philosophie grecque et arabe. Il est, depuis le 9 décembre 2022, membre correspondant de l'Académie des inscriptions et belles-lettres.

## Biographie
Marwan Rashed est le fils de l’historien des mathématiques Roshdi Rashed et l'arrière-petit-fils du premier ministre d'Égypte Ismaïl Sidqi Pacha.
Après des études en France (École normale supérieure dans la promotion 1991, agrégation de lettres classiques) et en Allemagne où il soutient sa thèse de doctorat, il est successivement chargé de recherche au CNRS, professeur de philologie grecque à l’École normale supérieure et professeur d’histoire de la philosophie grecque et arabe à l’Université de Paris-Sorbonne. Il est, depuis le 1er janvier 2025, directeur du Centre Léon-Robin et membre senior émérite de l'Institut Universitaire de France.
Marwan Rashed a découvert, édité et commenté plusieurs textes antiques perdus, dans le domaine de la logique, de la physique et de la cosmologie, aussi bien en grec qu’en traduction arabe. Il s’est aussi intéressé à certains aspects méconnus de la transmission des savoirs entre Byzance, le monde arabe et le monde latin médiéval.

Couverture de L'Enquête Rembrandt.

Dans L’Enquête Rembrandt, Marwan Rashed propose une reconstitution de la façon dont l’iconographie de saint Jérôme pénitent au désert et celle de saint Jérôme érudit dans son cabinet, nées toutes deux au début du XVe siècle siècle, fusionnent vers 1450 en Vénétie, pour donner le « thème mixte » de saint Jérôme étudiant ou lisant dans un désert devenu paysage idéal (Ideallandschaft). Le thème mixte, qui joue pour cette raison un rôle-clé dans l’invention du paysage à la Renaissance, se développe à Venise autour de Mantegna et de Giovanni Bellini puis se diffuse, par l’entremise d’Albrecht Dürer, dans toute l’Europe du Nord déchirée par les conflits confessionnels. L’ouvrage en retrace les vicissitudes dans la peinture flamande au XVIe siècle siècle, en Hollande au XVIIe siècle siècle et en Allemagne au XVIIIe siècle siècle. En particulier, il reconstitue un Saint Jérôme au globe perdu de Rembrandt, remontant à la jeunesse leydoise de l’artiste, et propose à cette nouvelle lumière une interprétation inédite du Philosophe en méditation du Louvre : il s’agirait non pas, comme on l’a longtemps cru, de Tobit et d’Anna, mais d’une représentation, puisée au même livre deutérocanonique de l’Ancien Testament, de Ragouël, Edna et Sara.
Il est professeur invité dans de nombreuses universités étrangères, notamment au Center for Advanced Studies (CAS) de l’Université de Munich (année scolaire 2017-2018), où il travaille à une édition critique de la Métaphysique d’Aristote en collaboration avec Oliver Primavesi. Il a prononcé les Nellie Wallace Lectures à l’invitation de la Faculté de philosophie de l’Université d’Oxford en octobre-décembre 2013 et a été titulaire de la Chaire Perelman en 2018-2019.

### Polémique
Marwan Rashed a été l’un des acteurs, avec Alain de Libera, Philippe Büttgen et Irène Rosier-Catach, de la polémique déclenchée par la parution du livre Aristote au mont Saint-Michel de Sylvain Gouguenheim sur le rôle joué par la culture arabe dans l’Europe médiévale. Il est aussi un membre actif de l’Association des universitaires pour le respect du droit international en Palestine (AURDIP) qui prône un engagement de la société civile internationale pour la paix et la justice au Proche-Orient.

## Distinctions
- 2001 : Prix de la Ernst-Jungius Gesellschaft (Hambourg)
- 2004 : Médaille de bronze du CNRS, Section 35
- 2006 : Prix Raymond-Weil de l’Association des Études Grecques
- 2011 :  Chevalier de l'ordre des Arts et des Lettres[5]
- 2016 : World Award of the Islamic Republic of Iran for the Book of the Year in Iranian and Islamic Studies
- 2017 : Prix Alfred Croiset de l’Académie des Inscriptions et Belles-Lettres
- 2018 : Prix Georges-Dumézil de l’Académie Française

## Publications principales
- Die Überlieferungsgeschichte der aristotelischen Schrift De generatione et corruptione, Wiesbaden, Dr Ludwig Reichert Verlag, 2001, 386 p., 48 planches  (ISBN 3895002127 et 9783895002120).
- Aristote. De la génération et la corruption. Édition, traduction et commentaire, Paris, Les Belles Lettres, 2005, 530 p.  (ISBN 2-251-00527-7 et 978-2-251-00527-0).
- L’Héritage Aristotélicien. Textes inédits de l’Antiquité, Paris, Les Belles Lettres, 2007, 601 p.  (ISBN 2251181059 et 978-2-251-18105-9).
- Essentialisme. Alexandre d’Aphrodise entre logique, physique et cosmologie, Berlin/New York, Walter de Gruyter, 2007, 356 p.  (ISBN 978-3-11-090130-6).
- Alexandre d’Aphrodise, Commentaire perdu à la Physique d’Aristote (Livres IV-VIII). Les scholies byzantines, Berlin/New York, Walter de Gruyter, 2011, 660 p.  (ISBN 978-3-11-021646-2).
- Al-Ḥasan ibn Mūsā al-Nawbakhtī, Commentary on Aristotle On Generation and Corruption, edition, translation and commentary, Berlin/New York, Walter de Gruyter, 2015.
- L’Héritage Aristotélicien. Textes inédits de l’Antiquité, nouvelle édition revue et augmentée, Paris, Les Belles Lettres, 2016.
- La Jeune Fille et la Sphère. Études sur Empédocle, Paris, Presses de l’Université Paris Sorbonne, 2017.
- Boéthos de Sidon – Exégète d’Aristote et philosophe, édité par R. Chiaradonna et M. Rashed, Berlin/New York, 2020 (Commentaria in Aristotelem Graeca et Byzantina, Series Academica, De Gruyter, 2020,  (ISBN 978-3-11-069982-1)
- Ptolémée « al-gharīb ». Épître à Gallus sur la vie, le testament et les écrits d’Aristote, Paris, Les Belles Lettres, 2021  (ISBN 978-2-251-00644-4).
- Tolomeo “al-gharīb” e il primo aristotelismo alessandrino, Milan, Book Time, 85 p., 2022  (ISBN 978-88-6218-349-9)
- Alexander of Aphrodisias, On the Conversion of Propositions, avec Th. Auffret et J. Barnes, De Gruyter, Berlin/Boston, 362 p., 2024  (ISBN 978-3-11-099957-0)
- L'Enquête Rembrandt, Paris, Les Belles Lettres, 556 p., 2025  (ISBN 978-2251456591)

Cf. la liste des publications complète sur le site du Centre Léon Robin.